# RNA催化
RNA催化指的是某些RNA分子具有催化特定生化反应的能力。这类具有酶功能的RNA分子被称为核酶（ribozymes）。这一发现颠覆了早期认为只有蛋白质才能作为生物催化剂的传统观念，揭示了RNA在生命活动中除了訊息傳遞之外的重要功能。

## 发现历史
西德尼·奥尔特曼在研究核糖核酸酶P（RNase P）时发现，该酶的RNA亚基在特定条件下具有催化活性，能够剪切tRNA前体的5'端引导序列。这项工作首次证明了RNA分子可以拥有酶的功能。
托马斯·切赫在研究四膜虫（Tetrahymena thermophila）的核糖体RNA时，发现一个特定的RNA内含子能够自我剪接，即在没有蛋白质参与的情况下，RNA分子自身能够催化自身的剪切和连接反应。这一发现进一步证实了RNA的催化能力。   

## 主要的RNA催化剂
除了RNase P和自剪接内含子外，还发现了许多其他的核酶，它们在细胞的各种生命过程中发挥着重要作用：
核糖体RNA（rRNA）：核糖体是细胞内合成蛋白质的分子机器，主要由rRNA和蛋白质组成。研究表明，核糖体催化肽键形成的核心活性（肽基转移酶活性）主要由rRNA负责，特别是23S rRNA（在细菌中）和28S rRNA（在真核生物中）。
锤头状核酶（Hammerhead ribozyme）：这是一类较小的核酶，广泛存在于植物病毒和类病毒中。它们能够自我催化RNA链的断裂。锤头状核酶因其独特的二级结构而得名，并且被广泛用于研究RNA的结构和功能。
肝炎病毒δ型核酶（Hepatitis delta virus ribozyme）：这种核酶存在于人类肝炎病毒δ型的RNA基因组中，参与病毒RNA的复制过程，能够自我催化RNA的剪切和连接。
还存在其他多种核酶，例如发夹状核酶（Hairpin ribozyme）、HDV样核酶等，它们在不同的生物过程中发挥着特定的催化作用。

## RNA催化的机制
RNA催化的机制与蛋白质酶有相似之处，都依赖于活性位点的特定三维结构来结合底物并加速化学反应。核酶通过以下方式实现催化：
底物结合：核酶的活性位点通过碱基配对、堆积以及氢键等相互作用与底物RNA结合，形成一个精确的复合物。
过渡态稳定：核酶能够稳定反应的过渡态，降低反应的活化能，从而显著提高反应速率。
辅助因子：一些核酶需要金属离子（如镁离子）等辅助因子来协助催化过程，这些离子可以参与底物的定位、稳定RNA结构或直接参与催化反应。

## RNA世界假说
RNA催化的发现为“RNA世界假说”提供了强有力的证据。该假说认为，在生命起源的早期阶段，RNA可能同时扮演了遗传信息的载体和催化剂的角色。RNA既能像DNA一样存储遗传信息，又能像蛋白质酶一样催化化学反应，这使得早期生命有可能在没有DNA和蛋白质的情况下出现和进化。RNA催化的存在表明，RNA分子本身就具备构建复杂生命系统所需的关键功能。